# Kirguistán en los Juegos Paralímpicos de Pekín 2008
Kirguistán estuvo representado en los Juegos Paralímpicos de Pekín 2008 por un deportista masculino. El equipo paralímpico kirguís no obtuvo ninguna medalla en estos Juegos.